# Петерсхаген, Рудольф
Рудольф Петерсхаген (нем. Rudolf Petershagen, 4 июня 1901, Гамбург, Германская империя — 13 апреля 1969, Грайфсвальд, ГДР) — офицер вермахта и комендант Грайфсвальда, организовавший передачу города частям Красной Армии без боя 30 апреля 1945 года. После возвращения из плена в 1948 году принимал активное участие в общественной жизни Грайфсвальда, в ходе частного визита в 1951 году в оккупированную западными союзниками зону Германии был арестован американской спецслужбой CIC за отказ от сотрудничества и приговорён к тюремному заключению дважды по шесть лет в тюрьме для военных нацистских преступников. Стараниями городского совета Грайфсвальда и супруги был в 1955 году освобождён и вернулся в ГДР, где был удостоен звания почётного гражданина Грайфсвальда. До своей смерти занимал небольшой пост в администрации города, написал автобиографию «Мятежная совесть» («нем. Gewissen in Aufruhr»).

## Биография
Рудольф Петерсхаген родился в семье торговца. Ещё выпускником школы он стал солдатом фрайкора «Штурмовой батальон Шмидт» (нем. Sturmbataillon Schmidt), который позже был зачислен в состав рейхсвера. После окончания школы в 1921 году Петерсхаген продолжил своё образование в военной школе Мюнхена и в 1924 году ему было присвоено звание лейтенанта, а спустя 10 лет он получил первое повышение по службе и стал обер-лейтенантом.
В начале 1935 года Рудольф Петерсхаген женился на Ангелике фон Линдеквист, дочери из дворянской семьи военных, в роду которой было два прусских генерала XIX века. Венчание произошло в гарнизонной кирхе Потсдама. В 1937 году, одновременно с присвоением звания капитана вермахта, Петерсхаген был назначен в 92-й грайфсвальдский полк ротным командиром. Офицерская семья решила обосноваться именно в этом городе, вместе был приобретён дом и при нём разбит сад.
В качестве ротного командира Петерсхаген участвовал в оккупации Чехословакии в 1938 году, летом следующего года он внепланово был повышен в звании до майора, как намёк на предстоящую в скором времени войну. Первое время по ходу Второй мировой войны Петерсхаген был в штабе резервной дивизии в Штеттине, затем получил назначение во Францию и участвовал в боях балканской кампании вермахта в 1941 году. В Великой Отечественной войне в битве под Харьковом 1942 года батальон Петерсхагена был окружён, но благодаря качествам своего командира успешно совершил прорыв. За это он был удостоен Рыцарского Креста и повышен в должности и звании — стал полковником и командиром 92-го грайфсвальдского полка.
По ходу битвы за Сталинград Петерсхаген был тяжело ранен, эвакуирован самолётом из «котла» и после трудного выздоровления признан негодным к строевой службе. Тогда же у офицера возникли сомнения в правильности курса нацистского руководства (его 92-й грайфсвальдский полк был частично уничтожен, частично пленён в итоге Сталинградской битвы). В конце 1944 года его хотели назначить в военный трибунал, но, используя свои знакомства среди медиков Грайфсвальда, Петерсхагену удалось избежать этого назначения и получить пост коменданта города с 1 января 1945 года. К этому времени территория Третьего рейха стала зоной боевых действий, а Грайфсвальд — прифронтовым городом. В это время полковник Петерсхаген фактически стал участником немецкого сопротивления — известно, что он вместе с супругой тайно распространял листовки, сброшенные с советских самолётов, где сообщалось о судьбе выживших солдат 92-го полка, родственникам военнопленных.
К моменту подхода советских частей к Грайфсвальду город не пострадал от бомбардировок союзников, и в нём, помимо знаменитого университета с большим числом культурных реликвий, находилось много госпиталей. Обстановку в городе накаляло очень большое число беженцев, его население выросло вдвое по сравнению с довоенным показателем. У коменданта на основе его взглядов возникла идея организовать передачу города без боя Красной Армии во избежание ненужного кровопролития и неизбежных зверств войны. Верные Гитлеру муниципальные чиновники стояли на прямо противоположных позициях, но по мере приближения войск Красной Армии они практически все бежали из города, причём бургомистр для своих личных нужд угнал все машины пожарной службы по согласованию с её брандмейстером. Также покинул город и ряд чинов вермахта, люфтваффе и СС, но несколько из них осталось, в том числе и отряды «Вервольфа». Вместе с ректором Грайфсвальдского университета профессором доктором Карлом Энгелем, директором университетской клиники доктором Герхардтом Катшем и заместителем коменданта Максом Отто Вурмбахом Петерсхаген втайне обсудил план о передаче города, который включал не только контакт с представителями Красной Армии, но и обезвреживание оставшихся нацистов и установленных ими подрывных устройств. Это стало известно и последовали угрозы расправы, которые не остались только словами. Единомышленниками Петерсхагена был задержан эсэсовец, который хотел его убить. Однако комендант настоял на встрече со своим несостоявшимся убийцей, и после разговора с ним эсэсовец согласился оказать помощь в плане и сделал это, разоружив формирования «Вервольфа».
В ночь с 29 на 30 апреля 1945 года (когда Гитлер покончил с собой) Петерсхаген направил делегацию парламентёров в составе Энгеля, Катша и Вурмбаха к противнику, сам оставаясь в городе. Днём раньше части РККА захватили с боем близлежащий Анклам.
Беженцы из Анклама накалили до предела обстановку в Грайфсвальде, но Петерсхаген совместно с супругой своим поведением не допускали возникновения паники в городе, успокаивая как жителей, так и беженцев, что боя и зверств не будет. Удачно используя противоречия в вышестоящих приказах, Петерсхагену удалось отвести от Грайфсвальда разбитые под Анкламом части вермахта. Делегация парламентёров тем временем установила контакт с командованием советской Лужской ордена Суворова II степени стрелковой дивизии, возглавляемой генералом С. Н. Борщёвым. После согласования условий капитуляции гарнизона советские войска сопроводили парламентёров обратно в Грайфсвальд, уничтожив группу нацистов, пытавшихся сорвать переговоры. Днём 30 апреля в ратуше города состоялась церемония капитуляции грайфсвальдского гарнизона, Петерсхаген выступил с речью, хотя хотел, чтобы это сделал кто-то из гражданских. В ней он особо подчеркнул, что его мотивация передачи города вызвана не тем, что он является противником нацистского режима, а стремлением сохранить город и его население от ужасов войны. В этот день в школах и университете продолжались занятия, в городе царил порядок, мародёрства и насилия не было.
Двумя днями позже Петерсхаген, как военнопленный, был отправлен в лагерь для высших офицеров вермахта, из которого вернулся в Грайфсвальд в 1948 году. По возвращении он активно включился в общественную жизнь города и в 1950 году стал председателем окружного правления Национал-демократической партии, в которой состояло много бывших офицеров вермахта.
В 1951 году в ходе частной поездки в западную зону оккупации за отказ от сотрудничества с американской спецслужбой CIC Петерсхаген был арестован, ему инкриминировали шпионаж и осудили на тюремное заключение дважды по шесть лет в Ландсбергской тюрьме для военных преступников. Там же находились многие видные военные и гражданские чины Третьего рейха, а также осуждённые военными судами военнослужащие США. По ходу заключения Петерсхагену не раз угрожали расправой, пытались заставить изменить взгляды, отказывали в медицинской помощи, отчего его состояние здоровья серьёзно ухудшилось. Вместе с тем власти ФРГ в эпоху Аденауэра оказывали всемерную помощь заключённым нацистам, многие из которых были отпущены американской оккупационной администрацией задолго до истечения их сроков заключения. После закрытия американской секции тюрьмы в Ландсберге Петерсхаген был переведён в Штраубинг — в тюрьму западногерманского подчинения, откуда он был освобождён в 1955 году по настоятельным требованиям руководства Грайфсвальда. Вернувшись в ГДР, бывший комендант был удостоен звания почётного гражданина Грайфсвальда. До конца жизни занимал небольшой пост в администрации города, написал автобиографическую повесть «Мятежная совесть».